# Sigorus porcus
Sigorus porcus är en skalbaggsart som beskrevs av Fabricius 1792. Sigorus porcus ingår i släktet Sigorus och familjen Aphodiidae. Utöver nominatformen finns också underarten S. p. ruficrus.